# 山王塚古墳 (下野市)
山王塚古墳（さんのうづかこふん、国分寺山王塚古墳）は、栃木県下野市国分寺にある古墳。形状は前方後円墳。しもつけ古墳群（うち飯塚・国分寺地域）を構成する古墳の1つ。史跡指定はされていない。

## 概要
| 古墳名         | 形状         | 規模        | 築造時期    | 史跡指定 |
| -------------- | ------------ | ----------- | ----------- | -------- |
| 摩利支天塚古墳 | 前方後円墳   | 墳丘長120m  | 5c末        | 国史跡   |
| 琵琶塚古墳     | 前方後円墳   | 墳丘長123m  | 6c初頭      | 国史跡   |
| 吾妻古墳       | 前方後円墳   | 墳丘長128m  | 6c後半      | 国史跡   |
| 甲塚古墳       | 帆立貝形古墳 | 墳丘長80m   | 6c後半      | なし     |
| 愛宕塚古墳     | 前方後円墳   | 墳丘長78.5m | 6c末        | 県史跡   |
| 山王塚古墳     | 前方後円墳   | 墳丘長89m   | 6c末-7c初頭 | なし     |
| 丸塚古墳       | 円墳         | 直径65m     | 7c前半      | 県史跡   |

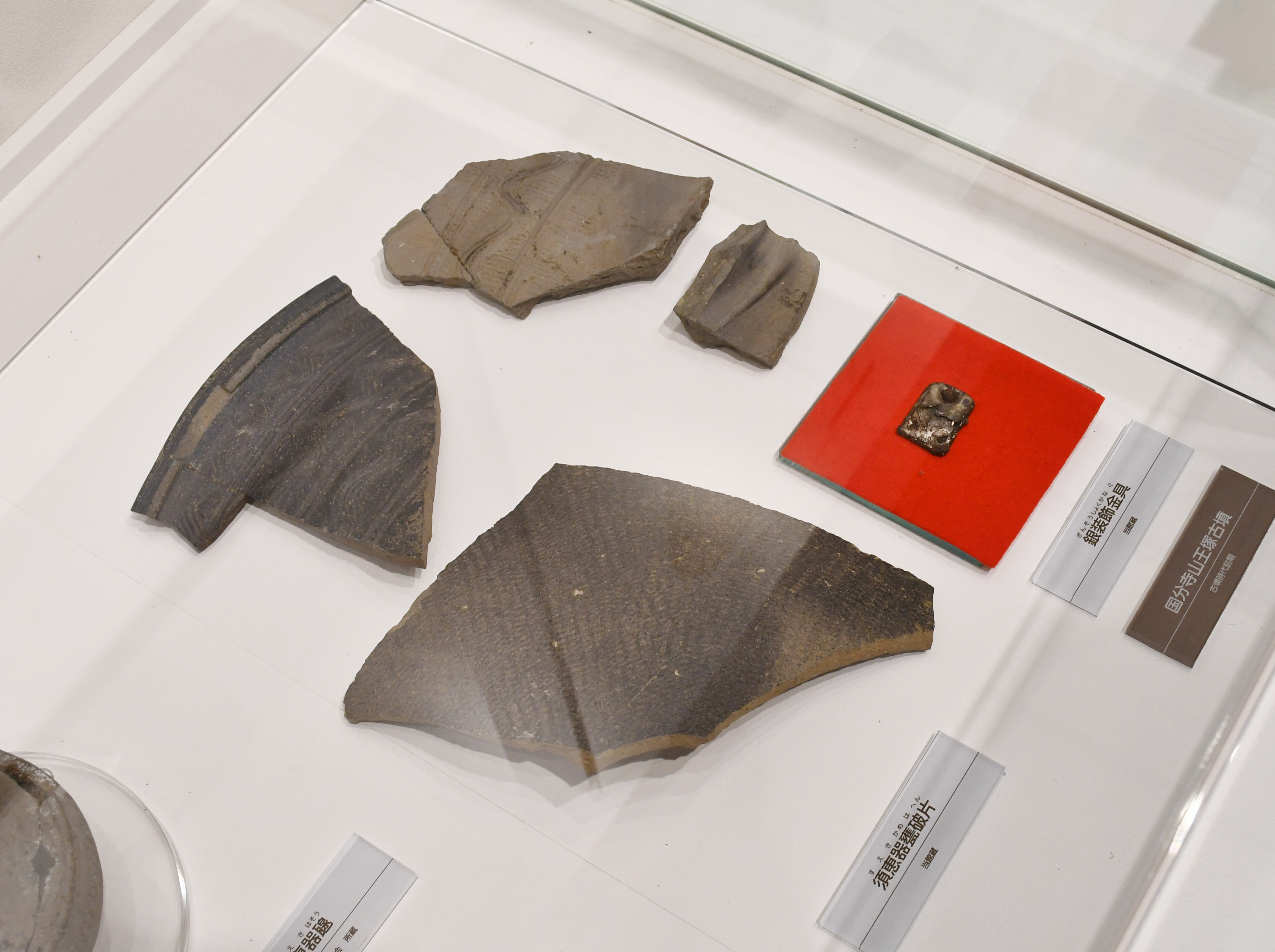
出土品しもつけ風土記の丘資料館展示。

栃木県南部、下野市西部の姿川と思川に挟まれた台地上に築造された古墳である。東には丸塚古墳、南西には愛宕塚古墳が所在する。現在までに墳丘周囲は削平されているほか、1987-1989年（昭和62-平成元年）に発掘調査が実施されている。
墳形は前方後円形で（調査以前は前方後方形とする説もあった）、前方部を西方向に向ける。墳丘は2段築成で、特に1段目は平坦な基壇状を呈し、下野地域特有の「下野型古墳」の特徴を示す。墳丘長は89メートルを測る。墳丘外表で埴輪は認められていない。また墳丘周囲には逆盾形の周溝が巡り、周溝を含めた古墳全体としては100メートル以上におよぶ。埋葬施設は前方部のくびれ部寄りにおける半地下式横穴式石室で、南方向に開口する。出土遺物としては鉄地銀張製帯先金具・須恵器甕片がある。
築造時期は、古墳時代後期-終末期の6世紀末-7世紀初頭（または6世紀末）頃と推定される。しもつけ古墳群の飯塚・国分寺地域では、前方後円墳から円墳への移行のなかで最後の前方後円墳として位置づけられる古墳になる。

## 遺跡歴
- 1987-1989年（昭和62-平成元年）、発掘調査（栃木県立しもつけ風土記の丘資料館、1988・1989・1990年に報告）。

## 埋葬施設
埋葬施設としては、前方部のくびれ部寄りにおいて半地下式横穴式石室が構築されており、南方向に開口する。石室の規模として、玄室は長さ6.1メートル・幅2.6メートル・推定高さ2.6メートルを測る。
玄室の奥壁・前壁は凝灰岩の一枚石によって構築される。特に前壁は一枚石の中央を刳り抜く「刳り抜き玄門」である。側壁は川原石の小口積みで、三重の控え積みを伴う。

## 関連施設
- しもつけ風土記の丘資料館（下野市国分寺） - 山王塚古墳の出土品等を保管・展示。

## 関連文献
（記事執筆に使用していない関連文献）
- 小森紀男、黒田理史「国分寺町山王塚古墳第1次発掘調査報告」『栃木県立しもつけ風土記の丘資料館年報 第2号』栃木県教育委員会、1988年。
- 小森紀男、黒田理史「国分寺町山王塚古墳第2次発掘調査報告」『栃木県立しもつけ風土記の丘資料館年報 第3号』栃木県教育委員会、1989年。
- 小森紀男、黒田理史「国分寺町山王塚古墳第3次発掘調査報告」『栃木県立しもつけ風土記の丘資料館年報 第4号』栃木県教育委員会、1990年。
- 小森紀男、齋藤恒夫「大形前方後円墳の築造企画(1) -栃木県国分寺町山王塚古墳の復元をめぐって-」『研究紀要』第1号、財団法人栃木県文化振興事業団埋蔵文化財センター、1992年3月31日、85-106頁、doi:10.24484/sitereports.105394、NCID AN10460944。